# Christian Stachelbeck
Christian Stachelbeck (* 1967 in Münster) ist ein deutscher Offizier (Oberstleutnant) und Militärhistoriker, dessen Forschungsgebiet der Erste Weltkrieg ist.
Im Jahr 1987 trat Stachelbeck in die Bundeswehr ein und absolvierte zunächst eine Ausbildung zum Unteroffizier, dann zum Offizier im Truppendienst in der Panzertruppe, die er 1993 vollendete. Im selben Jahr begann Stachelbeck ein Magisterstudium der Geschichts-, Erziehungs- und Politikwissenschaften an der Universität der Bundeswehr Hamburg, das er 1996 abschloss (Magisterarbeit: Das mennonitische Täufertum in Norddeutschland während der Frühen Neuzeit (unter besonderer Berücksichtigung der Mennoniten in Hamburg und Altona)). In den folgenden zwei Jahren wurde Stachelbeck im Truppendienst als Zugführer eingesetzt, bevor er 1998 Lehrstabsoffizier für Militärgeschichte an der Offizierschule des Heeres in Dresden wurde. Von 2000 bis 2003 wurde er erneut im Truppendienst eingesetzt, diesmal als Kompaniechef. Während dieser Zeit nahm Stachelbeck auch am Einsatz der ISAF in Afghanistan teil.
Von 2003 bis 2005 war er Stabsoffizier bei den Amtschefs Kapitän zur See Jörg Duppler und Oberst Hans Ehlert am Militärgeschichtlichen Forschungsamt in Potsdam. 2005 wurde er Wissenschaftlicher Mitarbeiter am dortigen Forschungsbereich Zeitalter der Weltkriege. 2009 folgte an der Philosophischen Fakultät I der Humboldt-Universität zu Berlin die Promotion über die Faktoren Militärischer Effektivität im Ersten Weltkrieg am Beispiel der 11. bayerischen Infanteriedivision zum Dr. phil. Die Gutachter der Arbeit waren Rolf-Dieter Müller, Christoph Jahr und Thomas Mergel. Von 2012 bis 2014 war er Wissenschaftlicher Mitarbeiter an der Abteilung Einsatz — Modul Einsatzbegleitung und -Dokumentation am Zentrum für Militärgeschichte und Sozialwissenschaften der Bundeswehr in Potsdam, danach wechselte er in den Forschungsbereich Militärgeschichte bis 1945 ebendort.
Stachelbeck ist Mitglied der deutschen Kommission für Militärgeschichte.

## Schriften (Auswahl)
- Militärische Effektivität im Ersten Weltkrieg. Die 11. Bayerische Infanteriedivision 1915–1918 (= Zeitalter der Weltkriege. Bd. 6). Schöningh, Paderborn u. a. 2010, ISBN 978-3-506-76980-0.
- mit Tanja Bührer, Dierk Walter (Hrsg.): Imperialkriege von 1500 bis heute. Strukturen – Akteure – Lernprozesse. Im Auftrag des Militärgeschichtlichen Forschungsamtes, Schöningh, Paderborn u. a. 2011, ISBN 978-3-506-77337-1.
- Deutschlands Heer und Marine im Ersten Weltkrieg (= Militärgeschichte kompakt. Bd. 5). Oldenbourg, München 2013, ISBN 978-3-486-71299-5.
- (Hrsg.): Materialschlachten 1916. Ereignis, Bedeutung, Erinnerung (= Zeitalter der Weltkriege. Bd. 17). Schöningh, Paderborn 2017, ISBN 978-3-506-78759-0.